# 처녀자리 61 c

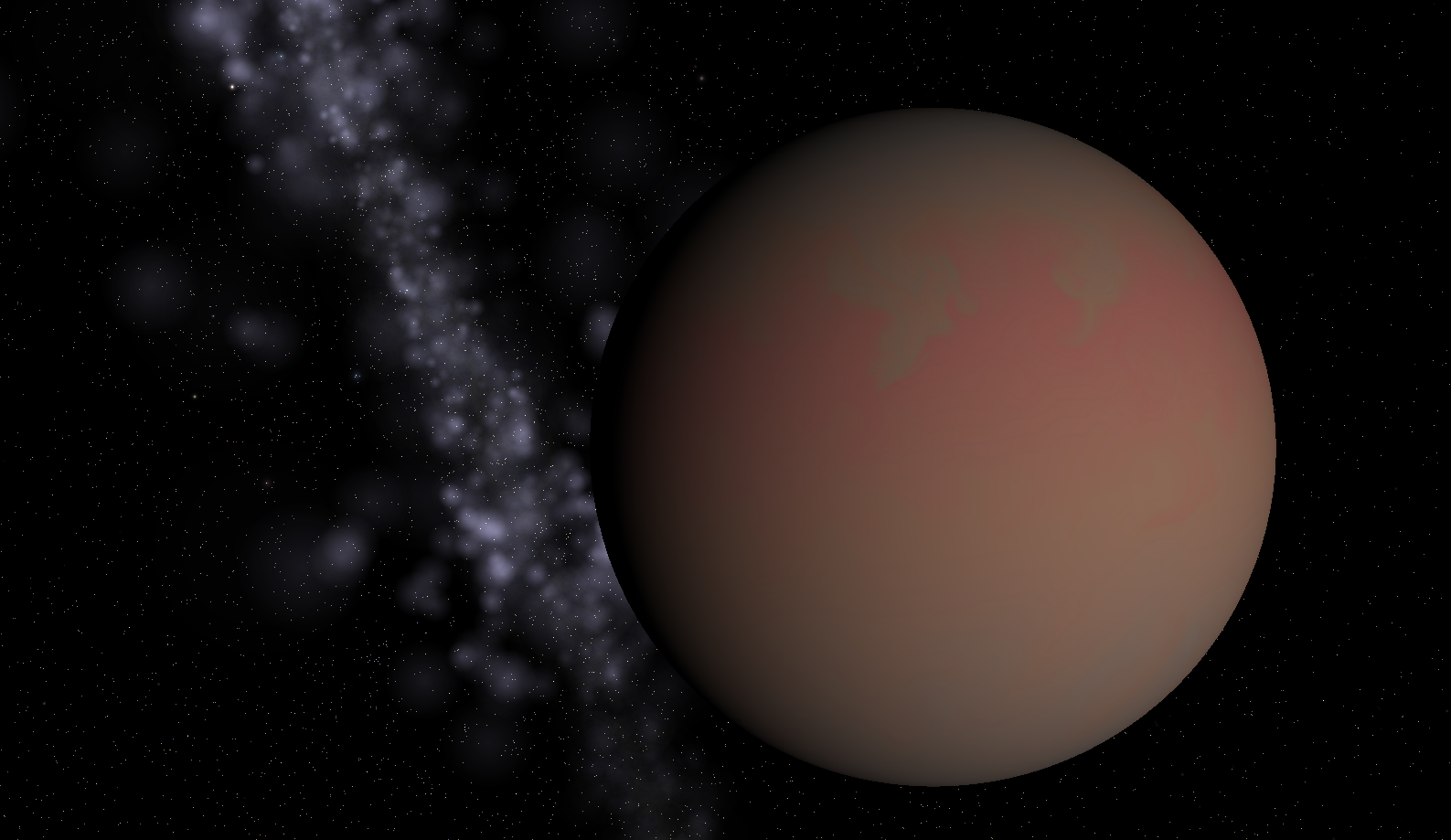

처녀자리 61 c는 처녀자리 방향으로 약 28광년 떨어진 곳에 자리잡고 있는 항성 처녀자리 61을 돌고 있는 외계 행성이다. c의 어머니 항성 처녀자리 61은 우리 태양과 비슷한 G형 주계열성이다. c의 최소 질량은 지구 질량의 18.2배이며 항성과 떨어진 거리는 지구-태양 간격의 5분의 1 수준이다. 정확한 간격은 0.2175 천문단위에 이심률은 0.14이다. 질량으로 볼 때 이 행성은 해왕성이나 천왕성 급은 되는 가스 행성일 확률이 높다. 2009년 12월 14일 켁 천문대와 앵글로-오스트레일리안 천문대의 과학자들이 시선 속도법을 이용, 이 행성의 존재를 밝혀냈다.